# Вилијам Х. Мејси
Вилијам Хол Мејси Млађи (Мајами, 13. март 1950) амерички је глумац. У каријери је махом глумио у мањим филмовима независне продукције, премда је имао улоге и у познатим, високобуџетним остварењима. Најпознатији је по улогама у филмовима Фарго (1996), Ноћи бугија (1997), Председнички авион (1997), Магнолија (1999), Тајанствени јунаци (1999), Парк из доба јуре 3 (2001), Мобилни (2004), Боби (2006), Није лако бити херој (2006), Дивље свиње (2007) и Нова планета мајмуна: Краљевство (2024).
Добитник је две награде Еми и четири награде Удружења филмских глумаца. За улогу Џерија Лундергарда у филму Фарго номинован је за Оскара у категорији најбољи глумац у споредној улози. Имао је споредну улогу у серији Ургентни центар. Од 2011. до 2021. тумачио је лика Френка Галахера у серији Бесрамници.

## Приватни живот
Мејски и глумица Фелисити Хафман су се венчали 6. септембра 1997. Имају две кћерке, Софију Грејс рођену 1. августа 2000) и Џорџију Грејс (рођену 14. марта 2002). Живе у Лос Анђелесу.
Мејси и Хафманова су се појавили на митингу Џона Керија 2004. године. Он је национални амбасадор асоцијације Уједињена церебрална парализа.

## Филмографија
| Улоге Вилијама Х. Мејсија |                                  |               |                             | |
| Година                    | Српски назив                     | Изворни назив | Улога                       | Напомена |
| 1980.                     | Зезање                           |               | Бронски                     | |
| 1980.                     | Негде у времену                  |               | критичар                    | |
| 1983.                     | Без трага                        |               | Репортер                    | |
| 1985.                     | Последњи змај                    |               | Џеј Џеј                     | |
| 1987.                     | Дани радија                      |               | радијски глумац             | |
| 1987.                     | Кућа игара                       |               | Моран                       | |
| 1988.                     | Ствари се мењају                 |               | Били Дрејк                  | |
| 1991.                     | Одељење за убиства               |               | Тим Саливан                 | номинација - Награда Спирит за најбољег глумца у споредној улози |
| 1992.                     | Мотор на воду                    |               | Чарлс Ланг                  | |
| 1993.                     | Бити човек                       |               | Борис                       | |
| 1993.                     | Бени и Џун                       |               | Ренди Берч                  | |
| 1993.                     | У потрази за Бобијем Фишером     |               | Питијев отац                | |
| 1994.                     | Клијент                          |               | др Гринвеј                  | |
| 1995.                     | Убиство на првом месту           |               | Вилијам Макнил              | |
| 1995.                     | Олеана                           |               | Џон                         | номинација - Награда Спирит за најбољег глумца у главној улози |
| 1995.                     | Убиство у сновима                |               | Чарнс                       | |
| 1995.                     | Опус господина Холанда           |               | Џин Фолтерс                 | |
| 1996.                     | Фарго                            |               | Џери Ландегард              | Награда Спирит за најбољег глумца у главној улози номинација - Оскар за најбољег глумца у споредној улози номинација - Награда Удружења филмских глумаца за најбољег глумца у споредној улози номинација - Награда Сателит за најбољег глумца у главној улози |
| 1996.                     | Андерсонвил                      |               | Чендлер                     | |
| 1996.                     | Лудаци у подморници              |               | Карл Кнокс                  | |
| 1996.                     | Духови Мисисипија                |               | Чарли Криско                | |
| 1997.                     | Колин Фиц је жив!                |               | г. О’Деј/Колин Фиц          | |
| 1997.                     | Председнички авион               |               | Норман Колдвел              | |
| 1997.                     | Ноћи бугија                      |               | Бил Томпсон                 | номинација - Награда Удружења филмских глумаца за најбољу филмску поставу |
| 1997.                     | Ратом против истине              |               | Чарлс Јанг                  | |
| 1998.                     | Плезентвил                       |               | Џорџ Паркер                 | Награда Удружења бостонских филмских критичара за најбољу споредну мушку улогу |
| 1998.                     | Психо                            |               | Милтон Арбогаст             | Награда Удружења бостонских филмских критичара за најбољу споредну мушку улогу |
| 1998.                     | Тајна ДИДЗ-а 2                   |               | Џастин (глас)               | |
| 1998.                     | Грађанска парница                |               | Џејмс Гордон                | Награда Удружења бостонских филмских критичара за најбољу споредну мушку улогу |
| 1998.                     | Преваранткиња                    |               | Боби Сомердингер            | |
| 1999.                     | Луда игра у Тексасу              |               | Чапи Дент                   | номинација - Награда Сателит за најбољег глумца у споредној улози |
| 1999.                     | Тајанствени јунаци               |               | Лопаташ                     | |
| 1999.                     | Лакши случај убиства             |               | Тери Троп                   | номинација - Награда Еми за најбољег главног глумца у мини-серији или филму номинација - Награда Сателит за најбољег глумца у мини-серији или ТВ филму |
| 1999.                     | Ноћ безглавог коњаника           |               | Икабод Крејн (глас)         | |
| 1999.                     | Магнолија                        |               | Дони Смит                   | номинација - Награда Удружења филмских глумаца за најбољу филмску поставу |
| 2000.                     | На раскршћу                      |               | Волт Прајс                  | |
| 2000.                     | Паника                           |               | Алекс                       | |
| 2001.                     | Парк из доба Јуре 3              |               | Пол Кирби                   | |
| 2001.                     | Фокус                            |               | Лоренс "Лари" Њуман         | |
| 2002.                     | Божић са Мапетима                |               | Глен                        | ТВ филм |
| 2002.                     | Добродошли у Колинвуд            |               | Рајли                       | |
| 2003.                     | Кулер                            |               | Берни Луц                   | номинација - Награда Сателит за најбољег глумца у главној улози |
| 2003.                     | Крадући Синатру                  |               | Џон Ирвин                   | номинација - Награда Еми за најбољег споредног глумца у мини-серији или ТВ филму |
| 2003.                     | Сибискит                         |               | Тик Ток Маклохлин           | номинација - Златни глобус за најбољег споредног глумца у играном филму номинација - Награда Удружења филмских глумаца за најбољу филмску поставу |
| 2004.                     | Мобилни                          |               | Боб Муни                    | |
| 2004.                     | У непријатељским рукама          |               | Нејтан Траверс              | |
| 2004.                     | Спартанац                        |               | Стодард                     | |
| 2005.                     | Сахара                           |               | Џејмс Сандекер              | |
| 2005.                     | Едмонд                           |               | Едмонд Берк                 | |
| 2005.                     | Хвала што пушите                 |               | сенатор Ортолан К. Финистре | |
| 2006.                     | Дугал                            |               | Пуж Брајан (глас)           | |
| 2006.                     | Боби                             |               | Пол                         | номинација - Награда Удружења филмских глумаца за најбољу филмску поставу номинација - Награда Удружења телевизијских филмских критичара за најбољу филмску поставу                                                                                           |
| 2006.                     | Мали-велики херој                |               | Леворуки Магинс (глас)      | |
| 2006.                     | Изабери сопствену авантуру       |               | Радјард Норт                | |
| 2006.                     | Унутрашње царство                |               | спикер                      | |
| 2007.                     | Дивљи у седлу                    |               | Дадли Френк                 | |
| 2007.                     | А био је миран човек             |               | Џин Шелби                   | |
| 2008.                     | Уговор                           |               | Чарли Бернс                 | |
| 2008.                     | Барт је добио собу               |               | Ерни Стајн                  | |
| 2008.                     | Прича о мишу званом Десперо      |               | Лестер (глас)               | |
| 2009.                     | Пљачка усамљене девојке          |               | Џорџ                        | |
| 2009.                     | Авантуре чаробног камена         |               | др Ноузворди                | |
| 2010.                     | Мармадјук                        |               | Дон Тумбли                  | |
| 2010.                     | Лака девојка                     |               | Реј                         | |
| 2011.                     | Адвокат на точковима             |               | Френк Левин                 | |
| 2012.                     | Сеансе                           |               | свештеник Брендан           | |
| 2013.                     | Једини хитац                     |               | Пит                         | |
| 2013.                     | Веруј ми                         |               | Гари                        | |
| 2014.                     | Петпарачки валцер                |               | Карл                        | |
| 2014.                     | Узлетање                         |               | Сатоми (глас)               | енглеска синхронизација |
| 2014.                     | Ернест и Селестин                |               | главни зубар (глас)         | енглеска синхронизација |
| 2014.                     | Без кормила                      |               | власник кафане/Емси         | такође редитељ |
| 2014.                     | Торта                            |               | Ленард                      | |
| 2015.                     | Хало Молитва                     |               | Бил                         | |
| 2015.                     | Волтер                           |               | др Корман                   | |
| 2015.                     | Крађа кола                       |               | Филип Вајат                 | |
| 2015.                     | Соба                             |               | Роберт Њусом                | |
| 2024.                     | Нова планета мајмуна: Краљевство |               | Тревејтан                   | |